# 阿方索·佩雷斯
阿方索·佩雷斯·文奴斯（西班牙語：Alfonso Pérez Muñoz，1972年9月26日—），普遍稱呼為阿方索（Alfonso），是前西班牙足球運動員，曾代表西班牙奪得1992年巴塞隆納奧運會金牌。

## 球會生涯
18歲的阿方素於1990年加入西班牙勁旅皇家馬德里，可惜當時阿方素年紀尚淺以及多名高質素球員坐陣，因此效力初時無法取得上陣機會，直到多名主將包括布達堅奴、山齊士及華斯基斯離隊才有獲得重用。1993年及1995年先後協助奪得西班牙盃及西班牙甲組聯賽冠軍，最終阿方素在魯爾及森莫蘭奴成功冒出後於1995年轉投皇家貝迪斯。
阿方素在皇家貝迪斯首個球季後，無論狀態以及表現都比以前好，並且為球隊取得25個聯賽入球，創下貝迪斯球會歷史上一季內取得最多入球的球員。1998年皇家貝迪斯以破世界紀錄轉會費收購巴西國腳丹尼臣，可惜球隊過於求勝心切，嚴重影響球隊發揮，最終於2000年宣佈降落乙組聯賽，而阿方素同時亦宣佈轉投另一支勁旅巴塞隆拿。
在巴塞隆拿，阿方素長期擔任後備球員，苦無上陣之下在2001至02年球季外借至法國球會馬賽，翌年再度以外借身份再度效力皇家貝迪斯，但阿方素已經無法重入正選行列，阿方素最終於2005年6月與球會合約完滿後宣佈退休。

## 國際賽生涯
阿方素於1992年入選西班牙奧運隊參加巴塞隆拿奧運會，當時陣中多位未來西班牙球星，包括安歷基（Luis Enrique）、哥迪奧拿（Joseph Guardiola）、簡尼沙里斯（Jose Canizares），阿方素曾於小組賽階段對卡達攻入一球，最終西班牙成功殺入決賽階段，並以3比2擊敗波蘭首次奪得奧運金牌。同年首次入選西班牙國家足球隊，9月9日在主場迎戰英格蘭，最終小勝對手1比0。
阿方素在國家隊生效比不上球會的成功，1994年因效力皇家馬德里不受重用而落選美國世界盃名單；1996年歐洲國家盃雖獲上陣但表現一般，半準決賽不敵英格蘭出局；1998年法國世界盃意外地小琅賽階段出局。2000年歐洲國家盃首場分組賽1比2敗於挪威，雖然次仗2比1擊敗斯洛文尼亞，但最後一場必須擊敗南斯拉夫才可以出線八強階段。對南斯拉夫的比賽，西班牙戰至75分鐘被對手反超前3比2領先，以為西班牙面臨出局之際，西班牙幸好把握一個十二碼機會由文迪達追平，及後阿方素在臨完場1分鐘一記勁射為球隊反勝4比3。雖然西班牙驚險地出線，但八強戰仍然以1比2敗於法國。該場比賽亦是阿方素最後一場國家隊比賽，代表西班牙上陣38場射入11球。

## 外部連結
- 國際賽上陣紀錄 （页面存档备份，存于）